# Das schweigende Klassenzimmer
Das schweigende Klassenzimmer (vertaling: de zwijgende klas) is een Duitse speelfilm over een Oost-Duitse examenklas, die twee minuten stil is voor de slachtoffers van de Hongaarse Opstand van 1956. Het verhaal is gebaseerd op de roman van Dietrich Garstka. De film is op het Internationaal filmfestival van Berlijn 2018 in première gegaan.

## Verhaal
Scholieren Kurt en Theo zijn stiekem naar de bioscoop in West-Berlijn geweest en hebben daar het filmjournaal gezien. Hier zien ze voor het eerst over de Hongaarse Opstand in Boedapest. Terug in Stalinstadt halen ze een gedeelte van hun examenklas over om naar de West-Duitse radiozender RIAS te gaan luisteren bij de alleenstaande Edgar, oudoom van scholier Paul. Daar horen ze dat de beroemde Hongaarse voetballer Ferenc Puskás overleden is bij de onlusten. Kurt krijgt het vervolgens met meerderheid van stemmen in zijn klas voor elkaar om twee minuten stil te zijn voor de slachtoffers in Hongarije. Dit vindt aldus plaats aan het begin van de les. Hun docent is hier ontstemd over en klasgenoot Erik meldt vervolgens dat het een protest is. Na wederom een avond radio luisteren bij Edgar wordt via schriftelijke stemming besloten dat iedereen zal liegen over het voorval en ze zullen verklaren dat de stilteminuten vanwege de dood van de voetballer Puskás waren. Het voorval wordt vervolgens onderzocht door de fanatieke ambtenares Kessler. Tot haar ergernis blijven de scholieren bij de leugen. Totaal onverwacht verschijnt dan onderwijsminister Fritz Lange op school. Hij bestempelt de actie als contrarevolutionair en vraagt de klas de aanstichter aan te wijzen. Omdat niemand dit doet, worden allen uitgesloten voor hun abiturexamen. Onder druk vertelt klasgenoot Erik wel dat er bij Edgar naar RIAS wordt geluisterd. Paul ziet vervolgens dat zijn oudoom thuis door politie en Kessler wordt aangehouden. De ouders van de scholieren overleggen en Theo’s vader gaat met de onderwijsminister praten, maar hij wordt niet serieus genomen vanwege zijn betrokkenheid bij de volksopstand in de DDR van 1953. De volgende dag ondervraagt Kessler de scholieren een voor een op school. Om de druk te verhogen maakt ze Erik hierbij bekend dat zijn vader door het Rode Leger opgehangen is als collaborateur na zijn bevrijding uit concentratiekamp Sachsenhausen. Erik draait door, verraadt Kurt en schiet zijn schietinstructeur neer. Hij bedreigt daarna zijn moeder, waar hij door drie klasgenoten wordt overmeesterd. Na zijn overmeestering vertelt hij over zijn verraad van Kurt. Die avond stelt Kessler Kurt voor om Erik te verraden als aanstichter van het zwijgen. Kurt wil dit niet doen en vlucht in de ochtend naar West-Berlijn. Later die dag vraagt Kessler de rest van de scholieren een voor een te bevestigen dat Kurt de aanstichter was. De klas weigert, wordt van school gestuurd en in de dagen daarna ontvlucht de meerderheid Oost-Duitsland. 

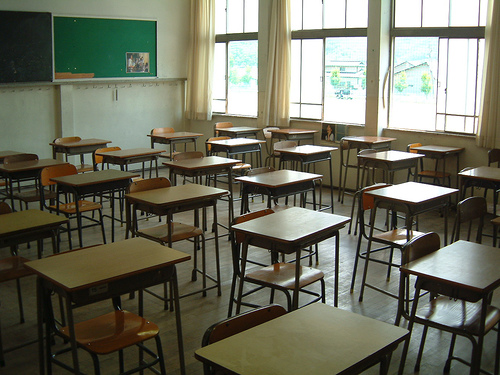
Een belangrijk deel van de film speelt zich in een klaslokaal af.

## Productie en achtergronden
De film is opgenomen in Berlijn, Eisenhüttenstadt en in de studio in Potsdam. Het is een co-productie van de ZDF, Akzente Productie, StudioCanal en Zero One Film. In werkelijkheid heeft alles zich in de provinciestad Storkow afgespeeld. Voor de opnames is Eisenhüttenstadt gekozen, omdat de oorspronkelijke school gemoderniseerd is en Storkow sterk is veranderd. Honderden inwoners van  de opnamestad zijn figurant geweest.

## Ontvangst
Dietrich Garstka, schrijver van de biografische roman waarop de film is gebaseerd, noemde de film „Geheel trefzeker“. De film was genomineerd voor de Deutscher Filmpreis 2018 voor beste film, beste scenario, beste camerawerk en beste kostuums, maar heeft geen prijs binnengesleept. De film won bij het Vlissingse filmfestival Film by the Sea van 2018 de prijs ‘Film & Literatuur Award’. NRC Handelsblad gaf drie uit vijf ballen en schreef ‘Een film die aanzet om in de geschiedenisboeken te duiken.’ De Volkskrant gaf eveneens drie uit vijf sterren: ‘degelijk verfilmde geschiedenisles’. VPRO gaf vier uit vijf sterren: ‘Een boeiende geschiedenisles, verpakt als spannend psychologisch drama (..)’